# Landkreis Altenkirchen (Westerwald)
Landkreis Altenkirchen (Westerwald) – powiat w niemieckim kraju związkowym Nadrenia-Palatynat. Stolicą powiatu jest miasto Altenkirchen (Westerwald).

## Podział administracyjny
Powiat składa się z:
- sześciu gmin związkowych (Verbandsgemeinde)

Gminy związkowe:
| Lp. | Nazwa gminy związkowej    | Ludność (31.12.2009) | Powierzchnia km² | Liczba gmin |
| --- | ------------------------- | -------------------- | ---------------- | ----------- |
| 1   | Altenkirchen-Flammersfeld | 34.850               | 227,34           | 67          |
| 2   | Betzdorf-Gebhardshain     | 25.952               | 73,51            | 17          |
| 3   | Hamm (Sieg)               | 12.895               | 42,31            | 12          |
| 4   | Herdorf-Daaden            | 18.620               | 79,02            | 10          |
| 5   | Kirchen (Sieg)            | 24.322               | 126,84           | 6           |
| 6   | Wissen                    | 15.295               | 91,49            | 6           |

## Sąsiadujące powiaty
- Neuwied
- Westerwald

## Zmiany administracyjne
1 stycznia 2020
- połączenie gminy związkowej Altenkirchen (Westerwald) z gminą związkową Flammersfeld w gminę związkową Altenkirchen-Flammersfeld